# Tom Bombadil
En l'obra de J.R.R. Tolkien, Tom Bombadil fou, probablement, una deïtat menor (Maiar) que marxà de Vàlinor per quedar-se a viure al Bosc Vell (que antigament ocupava bona part d'Èriador). Es va casar amb Orifraula, la filla de la dona del riu Tombasalzar.
Apareix a la primera entrega d'El Senyor dels Anells: acull el Portador de l'Anell (Frodo) i els hòbbits Samseny, Peregrín i Meriadoc a casa seva, després d'haver-los salvat del Vell home Salze. Més endavant torna a salvar-los de les mans dels espectres o tumularis.
Els hòbbits i els homes li deien Tom Bombadil, els elfs Iarwain Ben-adar i els nans Forn.